# Artur Văitoianu

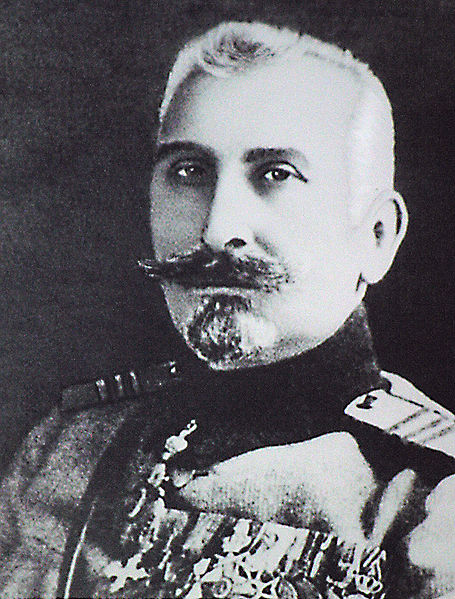
Artur Văitoianu

Artur (Arthur) Văitoianu (14 april 1864, Izmajil – 17 juni 1956) was een Roemeens generaal en politicus.
Artur Văitoianu commandeerde tijdens de Eerste Wereldoorlog, en in het bijzonder ten tijde van de Slag bij Mărăsești (1917), het Tweede Legerkorps van het Roemeense leger.

## Politieke carrière
Artur Văitoianu trad aan het einde van de Eerste Wereldoorlog als minister van Binnenlandse Zaken en Justitie (a.i.) toe tot het kabinet van generaal Constantin Coandă (24 oktober 1918) dat het Vredesverdrag van Boekarest met de centrale mogendheden opzegde en op 10 november 1918, één dag voor de wapenstilstand te Compiègne, de oorlog verklaarde aan Oostenrijk-Hongarije en Duitsland – de laatste landen van de Centralen die nog vochten.
In het kabinet van premier Ion I.C. Brătianu was Văitoianu van 29 november 1918 tot 26 september 1919 minister van Oorlog. Brătianu trad in september 1919 af, nadat de Entente-mogendheden de territoriale eisen van Roemenië afwees, terwijl men deze in 1916, aan de vooravond van Roemenië deelname aan de Eerste Wereldoorlog, wel beloofde. Door dit optreden van Brătianu was er geen Roemeense delegatie aanwezig voor de ondertekening van het Verdrag van Saint-Germain met Oostenrijk (10 september). Koning Ferdinand I van Roemenië benoemde generaal Văitoianu tot premier.
Toen Văitoianu als premier aantrad was een Roemeense expeditieleger aanwezig in Hongarije om de communistische Radenrepubliek van Béla Kun ten val te brengen. De Roemenen hadden reeds op 4 augustus - in samenwerking met het Hongaarse Witte Leger van admiraal Miklós Horthy - Boedapest bezet. De Opperste Oorlogsraad van de Entente gaf Roemenië 8 dagen de tijd om zijn troepen uit Hongarije terug te halen en Boedapest te ontruimen alsook de voorlopig, tijdens de Parijse Vredesconferentie vastgestelde grenzen te respecteren. De Entente drong er ook op aan dat Roemenië snel vrede sloot met Oostenrijk en de rechten van de minderheden binnen de landsgrenzen van Groot-Roemenië erkende. Văitoianus regering weigerde in te stemmen met de eisen van de Entente en trad af. Onder Văitoianus korte regering werden er ook parlementsverkiezingen van Groot-Roemenië geworden die uitliepen in een grote nederlaag voor Brătianus Nationaal-Liberale Partij (PNL) en Alexandru Marghilomans Conservatieve Partij (PC). De hervormingsgezinde Roemeense Nationale Partij van Transsylvanië en de Banaat (PNR) en de Boerenpartij (PȚ) waren de grote winnaars. Koning Ferdinand benoemde Alexandru Vaida-Voevod (PNR) tot premier van een coalitieregering van de PNR en de PȚ. De regering-Vaida-Voevod ondertekende op 9 december 1919 de vredesverdragen met Oostenrijk en Hongarije en het minderheden of nationaliteiten artikel (art. 60).
Van 19 januari 1922 tot 29 oktober 1923 was Văitoianu minister van Binnenlandse Zaken en van 29 november 1923 tot 30 maart 1926 minister van Communicatie. Beide keren diende hij onder Brătianu.
Voor het grootste gedeelte van zijn politieke carrière was hij lid van de Nationaal-Liberale Partij - Brătianu.
Na zijn overlijden werd Artur Văitoianu bijgezet in de crypte van de oorlogshelden uit de Eerste Wereldoorlog in Mărăsești.